# فولفورد
فولفورد (به انگلیسی: Fulford) یک روستا و محله مدنی در بریتانیا است که در شهر یورک واقع شده‌است. فولفورد ۲٬۷۸۵ نفر جمعیت دارد.